# Kilsheelan
Kilsheelan (irisch Cill Síoláin, auch Cill tSíoláin, „Síoláns Kirche“) ist ein kleiner Ort im äußersten Süden des Countys Tipperary, an der Grenze zum County Waterford, im Süden der Republik Irland. Bei der Volkszählung im Jahr 2022 hatte Kilsheelan 837 Einwohner, wobei sich die Einwohnerzahl seit 2006 um circa 60 % erhöht hat. Die Gegend wurde bereits im Neolithikum besiedelt, wie Ausgrabungen im Jahr 2006 zeigten. Der Ort liegt am nördlichen Ufer des Flusses Suir zwischen den Städten Clonmel im Westen und Carrick-on-Suir im Osten.

## Sehenswürdigkeiten

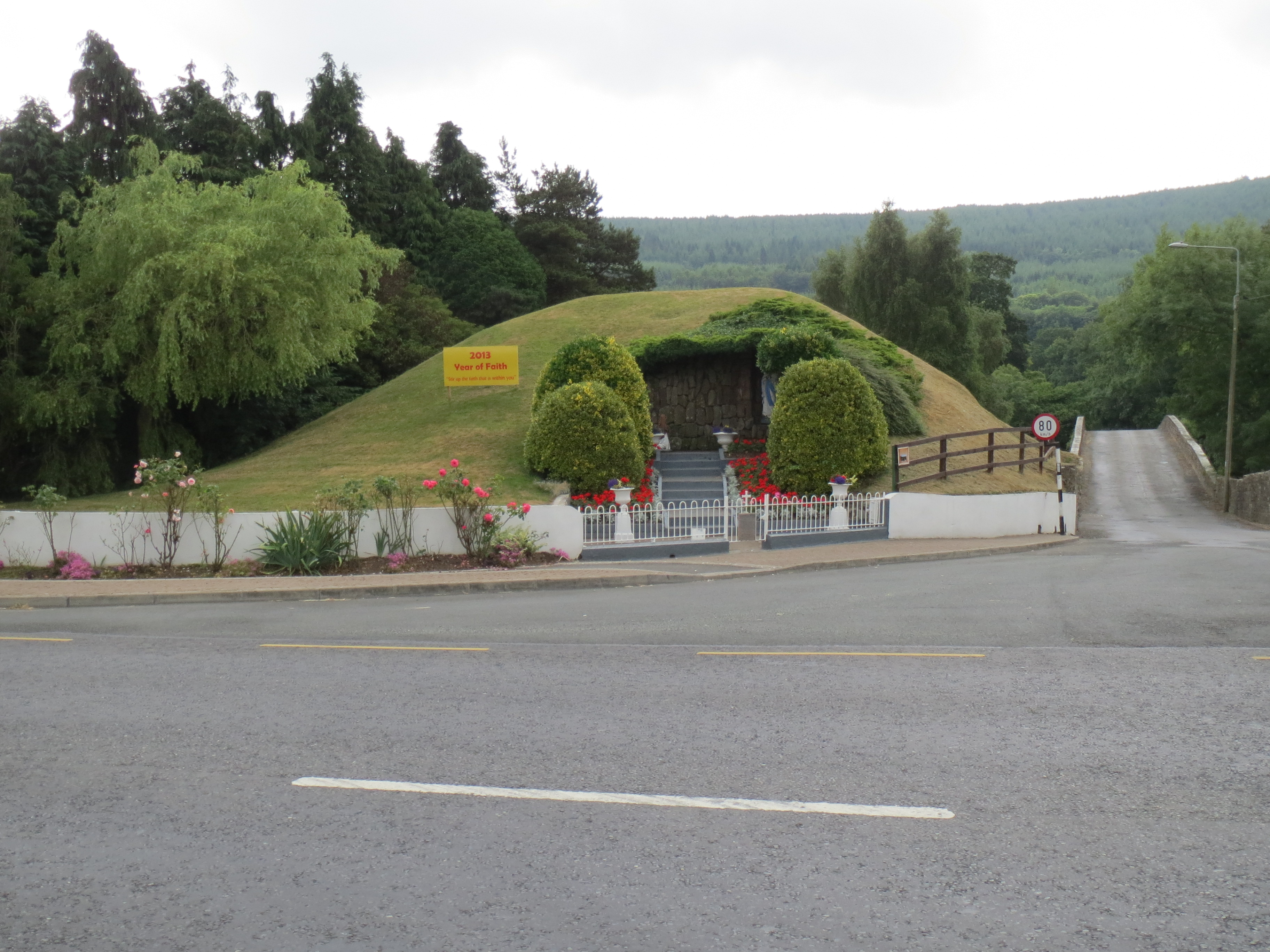
Kilsheelan Motte

- Auf dem Friedhof steht die Ruine der namensgebenden Kirche, die bereits 1260 urkundlich erwähnt wurde. Sie wurde im Laufe der Zeit mehrfach umgebaut. Besonders sehenswert ist der spätromanische Eingang.[4]
- Am Ortseingang ist eine von den Normannen im 12. oder 13. Jahrhundert erbaute Motte.[5] Im 20. Jahrhundert wurde an ihr eine Mariengrotte angelegt.
- Eine zwischen 1830 und 1870 (nach anderen Quellen 1820) gebaute Brücke überquert die Suir in unmittelbarer Nähe der Motte.[6]

## Transport

### Bahn
Die Bahnlinie von Waterford nach Limerick führt an Kilsheelan vorbei. Allerdings wurde der 1853 eröffnete Bahnhof 1963 für den Personen- und 1976 für den Güterverkehr geschlossen.  Die nächstgelegenen Bahnhöfe sind jetzt in Carrick-on-Suir und Clonmel.

### Bus
Die staatliche Buslinie Bus Éireann unterhält unter anderem Verbindungen nach Dublin, Cork, Waterford und Limerick.
Der private Busbetreiber JJ Kavanagh bietet ebenfalls Verbindungen über Kilsheelan an.

## Trivia
In den Jahren 1975 und 1979 war Kilsheelan Gesamtsieger des irischen Tidy Towns Wettbewerbs.